# Patalene puber
Patalene puber là một loài bướm đêm trong họ Geometridae.